# TATB
Le TATB, triaminotrinitrobenzène, ou plus précisément le 1,3,5-triamino-2,4,6-trinitrobenzène, est composé aromatique de formule C6H6N6O6. Il est constitué d'un cycle de  benzène substitué par trois groupes fonctionnels nitro (NO2) et trois groupes amine (NH2) disposés en alternance autour du cycle.
C'est un explosif puissant (un peu moins puissant que le RDX, mais plus que le TNT), mais extrêmement insensible aux chocs, aux vibrations, au feu et aux impacts. Parce qu'il est si difficile de le faire exploser par accident, même dans des conditions sévères, il est devenu l’explosif préféré pour les applications où une sécurité extrême est requise, comme les explosifs utilisés dans les armes nucléaires, où la détonation accidentelle lors d'un accident d'avion ou d'un raté de fusée présenterait des dangers extrêmes. Toutes les ogives nucléaires britanniques, sauf celles où la masse est un facteur critique, utiliseraient des explosifs à base de TATB. Selon David Albright, les armes nucléaires de l'Afrique du Sud utilisaient le TATB pour maximiser leur sûreté.
Le TATB est normalement utilisé comme un ingrédient explosif dans les compositions explosives plastiques, telles que le PBX-9502, le LX-17-0 et le PBX-9503 (avec 15% de HMX). Ces formulations sont décrites comme des explosifs hautement insensibles dans la littérature sur les armes nucléaires.
Bien qu'il puisse théoriquement être mélangé à d'autres composés explosifs dans des mélanges moulables ou pour d'autres formes d'utilisation, les applications de ces formules ne seraient pas claires car elles annuleraient largement l'insensibilité du TATB pur.
La structure chimique du TATB, par son alternance des groupes nito et amine, rappelle celle du FOX-7, un explosif expérimental puissant lui aussi hautement insensible.

## Propriétés
Le TABT se présente sous la forme de cristaux jaunes à bruns fondant vers 350 °C Le TATB a une densité sous forme cristalline de 1,93, bien que la plupart des formes utilisées n'aient pas une densité supérieure à 1,80.
À une densité pressée de 1,80, le TATB a une vitesse de détonation de 7 350 mètres par seconde.
Le TATB s'est révélé stable jusqu’à 250 °C pendant des périodes de temps prolongées.

## Production
Le TATB est produit par nitration du 1,3,5-trichlorobenzène en 1,3,5-trichloro-2,4,6-trinitrobenzène, puis les atomes de chlore sont substitués par des groupes amine.
Cependant, il est probable que la production de TATB passera à un processus impliquant la nitration et la transamination du phloroglucinol, car ce processus est moins cher et a moins d'impact sur l’environnement en réduisant le taux de sel de chlorure d'ammonium des effluents résiduels.
Il existe également une autre méthode de production du TATB, à partir de matériaux militaires en surplus. Il est possible de transformer la 1,1-diméthylhydrazine (« diméthylhydrazine asymétrique » ou UDMH), utilisée comme carburant pour fusée, en iodure de 1,1,1-triméthylhydrazinium (TMHI) par réaction avec l'iodométhane. Le TMHI peut alors servir d'agent d'amination dans une substitution nucléophile par procuration (en) sur le picramide (lui-même facilement obtenu à partir de l'explosif D), pour former le TATB. Ainsi, des matériaux obsolètes qui auraient été sinon détruits sont convertis en explosif « de grande valeur ».